# Jan Ehlert (Journalist)
Jan Ehlert (* 1979 in Bad Oldesloe) ist ein deutscher Journalist.
Ehlert studierte bis 2005 Kommunikationswissenschaften in Bochum und Dunkerque. Er absolvierte ein Volontariat beim NDR. Danach arbeitete er als Freier Journalist. Er arbeitete als Reporter und Moderator. Für seine journalistische Arbeit wurde er 2012 mit dem Medienpreis der Kinderhospizstiftung ausgezeichnet. Seit 2017 ist er Redakteur bei NDR Kultur. Gemeinsam mit Katharina Mahrenholtz und Daniel Kaiser gestaltet er seit 2020 den Podcast eat.READ.sleep. Bücher für dich, in dem das Team aktuelle Neuerscheinungen und Lieblingsbücher vorstellt.